# Astroblepus praeliorum
Astroblepus praeliorum is een straalvinnige vissensoort uit de familie van de klimmeervallen (Astroblepidae). De wetenschappelijke naam van de soort is voor het eerst geldig gepubliceerd in 1942 door Allen.